# Stanislas
Louis Stanislas Renoult, semplicemente conosciuto come Stanislas (Fontainebleau, 29 maggio 1972), è un cantante francese.
Dopo varie collaborazioni musicali iniziate nel 2000, ha conosciuto il successo nel 2008 con il suo primo album da solista "L'Equilibre instable".

## Biografia
Stanislas è il figlio di François Renoult, anch'egli un musicista. Stanislas entrò, all'età di 19 anni, all'"École Normale de Musique di Parigi". Tre anni più tardi, lasciò la scuola con tutti gli onori e divenne l'assistente del direttore musicale dell'Orchestra di Massy Rouits Dominique, dove continua regolarmente a dirigere opere classiche. Ha anche composto opere, soprattutto genere pop, per molti artisti come Daniel Levi, Calogero (con cui ha inciso un duetto), Charles Aznavour, Maurane, Kool Shen e Céline Dion. Nel 2000, Stanislas ha formato con Gioacchino (fratello del cantante Calogero) la band "Pure Orchestra" e firmato con l'"Atletico Records", l'etichetta di Pascal Obispo. Nel 2004, tuttavia, Stanislas ha deciso di iniziare la carriera da solista. Il suo primo album ("L'Equilibre instable") è uscito il 19 novembre 2007. In seguito al grande successo ottenuto (il primo singolo dell'album, "Le Manège", ha subito raggiunto i primi posti delle classifiche musicali francesi), ha eseguito, in tutto il 2008, vari concerti in Francia e Belgio.
Ultimamente, oltre ad aver rivelato che avrebbe partecipato come concorrente nella versione francese di Star Academy, Stanislas è stato nominato, pur senza vincere, nel NRJ Music Awards 2009, per il singolo "La debacle des sentiments"
Infine, il 4 gennaio 2010 è stato pubblicato il secondo album da solista dal titolo "Les Carnets de La Vigie".

## Album
- "L'Equilibre instable", 2007
- "Les Carnets de La Vigie", 2010